# Добровольский, Станислав Рышард
Станислав Рышард Добровольский (пол. Stanisław Ryszard Dobrowolski; 14 марта 1907, Варшава — 27 ноября 1985, там же) — польский поэт, прозаик, переводчик, культурный и общественный деятель.

## Биография
Из рабочих. В 1926—1929 годах изучал польскую филологию и право в Варшавском университете. В 1926 году дебютировал в газете «Robotnik». В 1929 году опубликовал сборник стихов «Прощание с Фермопилами». В 1930-х годах — инициатор создания левой авангардистской поэтической группы «Квадрига». В 1937 году был редактором журнала «Nowa Kwadryga».
В годы нацистской оккупации действовал в подполье. Под псевдонимом «Голиард» в рядах Армии Крайовой, был офицером Бюро информации и пропаганды. Участник Варшавского восстания, во время которого работал на повстанческой радиостанции «Блыскавица» («Молния»). Автор песни «Штурмовая» (Песня Варшавского восстания 1944 г.). Узник лагеря в Ламбиновице и «офлага» II D Гросс-Борн.
После войны принял новую просоветскую польскую власть, служил офицер-политработником и военным корреспондентом народного Войска Польского. Воспел в стихах Сталина. Публично поддержал власти во время общественной дискуссии конца 60-х гг. Автор антисемитского романа "Глупое дело".
В 1976 году выступил на митинге на варшавском Стадионе Десятилетия, назвав рабочие протесты в Радоме и Урсусе склочничеством.

## Избранная библиография

### Сборники поэзии
- Прощание с Фермопилами / Pożegnanie Termopil (1929),
- Автопортрет / Autoportret (1932),
- Ворожба / Wróżby (1934),
- Возвращение на Повислие / Powrót na Powiśle (поэма, 1935),
- Яносик из Тарховой / Janosik z Tarchowej (поэма о вожде крестьянского восстания. 1937),
- Штурмовая / Szturmówka — период оккупации,
- Варшавские дети / Warszawskie dzieci — период оккупации,
- Перо в вихре (1946),
- Избранные произведения (1946),
- Перо на вихре / Pióro na wichrze (1946),
- Спартак (пьеса в стихах, 1947),
- Генерал Вальтер / Generał Walter (1949),
- Избранное / Poezje wybrane (1953),
- А если кому то дорога / A jeśli komu droga… (1959),
- Дом и другие стихи / Dom i inne wiersze (1964),
- Ничего не будет / Nim się stanie (1967),
- Опыты / Doświadczenia (1974),
- Лиричное и нелиричное / Lirycznie i nielirycznie (1974),
- Песни о войне и мире / Pieśni o wojnie i pokoju (1978) и др.

### Проза
- Легенда о Яносике / Baśń o Janosiku (1955),
- Варшавская записная книжка / Notatnik warszawski (1950),
- Вторая варшавская записная книжка / Drugi notatnik warszawski (1955),
- Варшавская Карманьола / Warszawska karmaniola (1955),
- Петр и Анна / Piotr i Anna (1957),
- Наше время / Nasz czas (1961),
- Трудная весна / Trudna wiosna (1961),
- Сегодняшний день / Dzień dzisiejszy (1966),
- Глупое дело / Głupia sprawa (1969),
- Сага рода / Saga rodu (1971),
- На Повислие и на Воле / Na powiślu i na Woli (1974),
- Эсперанза / Esperanza (1976) и др.

Переводил на польский Пушкина и Лермонтова, Н. Асеева, М. Танка и др.

## Награды и премии
- Командорский крест со звездой Ордена Возрождения Польши
- награда города Варшава (1950 и 1966)
- премия Министерства Национальной обороны Польши II степени (1963)
- премия Министра Культуры и Искусства I степени (1965)
- Почетный гражданин города Плоньска.